# Tony Scheffler
Tony Scheffler (* 15. Februar 1983 in Morenci, Michigan) ist ein ehemaliger American-Football-Spieler auf der Position des Tight Ends. Er spielte bei den Denver Broncos und den Detroit Lions in der National Football League. Er wurde in der zweiten Runde des NFL Drafts 2006 als insgesamt 61. Spieler von den Denver Broncos ausgewählt. Im April 2010 tauschten ihn die Broncos in einem Dreieckstausch mit den Eagles und Lions nach Detroit. Im College spielte er im Team der Western Michigan University. Er besuchte die Highschool in Chelsea, Michigan.